# Oechta
Oechta (Russisch: Ухта, Zurjeens: Уква, Ukva) is een belangrijke industriële stad in de autonome republiek Komi, gelegen in het noordwesten van Rusland.

## Geschiedenis
Reeds in de 17e eeuw waren er oliebronnen langs de rivier de Oechta bekend, een zijrivier van de Izjma. In het midden van de 19e eeuw boorde de industrieel M.K. Sidorov naar olie, met een van de eerste oliebronnen in Rusland als resultaat. In 1929 werd aan de oevers van de gelijknamige rivier het dorpje Tsjibjoe gesticht door een geologische expeditie die de Petsjora onderzocht. De naam van het dorpje (en de rivier) werd in 1939 gewijzigd naar Oechta. Oechta werd het centrum van de Oecht-Petsjlag van de Goelag. Deze ITL was vanaf 1932 (onder het bestuur van de OGPOe/NKVD) verantwoordelijk voor de ontwikkeling van de noordelijke delen van Komi, waarmee de regionale overheid in feite het bestuur verloor over een groot deel van haar gebied. De trust hield zich bezig met het opzoeken van, het bouwen van installaties voor en het produceren van mineralen als aardolie, aardgas, asfalt, steenkool en zeldzame aardelementen, de bosbouw en het aanleggen van spoorlijnen.
Het dorp verkreeg stadsrechten in 1943, na aansluiting op de Petsjora-spoorlijn.
De stadsuitbreidingen tussen 1940 en 1960 werden voornamelijk bereikt door inzet van gedwongen arbeid door politieke gevangenen.

## Ligging en economie

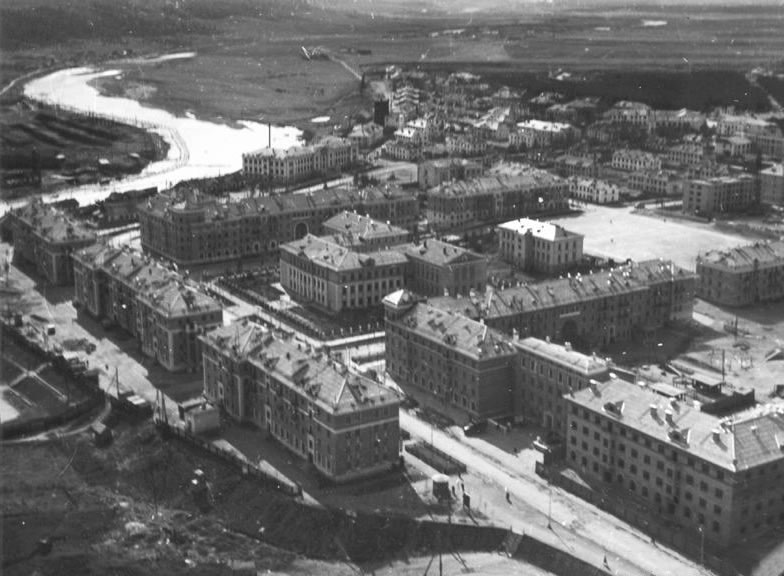
Bovenaanzicht van Oechta in de jaren 50

Buursteden zijn Sosnogorsk ten oosten en Jarega in het zuidwesten. Naast een treinverbinding is er een vliegveld in Oechta.
Oechta is gesitueerd aan de rand van de laagte van de rivier de Petsjora, tegen de Timanrug aan. Deze vallei is een belangrijke olie en gas producerende regio. De olievelden liggen net ten zuiden van de stad. Een klein deel van de opgepompte olie wordt ter plekke geraffineerd, doch het meeste wordt getransporteerd via pijpleidingen de raffinaderijen tussen Sint-Petersburg en Moskou.

## Geboren
- Sergej Kapoestin (1953–1995), ijshockeyer
- Aleksandr Soechoroekov (22 februari 1988), zwemmer
- Joelia Samojlova (7 april 1989), zangeres
- Dmitri Aliev (1 juni 1999), kunstschaatser